# Jan Hutla, továrna na zboží uzenářské
Jan Hutla, továrna na zboží uzenářské byla královéhradecká uzenářská firma, existující v letech 1868-1902. Svoje sídlo měla nejprve přímo v Hradci Králové, odkud odešla na Pražské Předměstí.

## Historie
Závod byl založen v roce 1868 v malých rozměrech, ale již roku 1876 se dostal do konkursu.
Soudním komisařem tehdy byl rada zemského soudu A. Balthasar a prozatímním správcem
konkursní podstaty c. k. notář dr. V. Válek. Schůze věřitelů se měla uskutečnit 4. března, přihlášky měly být dodány do 10. dubna a likvidace měla proběhnout 19. dubna. Ani tento
zádrhel jeho podnikání nezastavil.
Brzy nestačily místnosti ve vlastním domě a závod byl přeložen do domu čp. 138 na Velkém
náměstí v Hradci Králové, zakoupeného od pana Putréa. 3. ledna 1889 nalezli dělníci při
zřizování velké lednice pod cihlovou podlahou sklepa kostru, která mohla podle lékařského
dobrozdání ležet 30-40 let v zemi. Zpráva o tomto nálezu vzbudila vzpomínky na tajemné
zmizení bývalého vlastníka domu čp. 43, takže bylo rozjeto úřední vyšetřování. Avšak
prostory obou těchto domů se brzy ukázaly malými a Janu Hutlovi nebylo povoleno zřídit
v domě na náměstí umělou chladírnu, kterou ke zdokonalení svého závodu hodlal zřídit. Další nález následoval 18. června téhož roku, kdy bylo při kopání základů k domu J. Hutly čp. 138 nalezeno množství zlatých drátků spolu se 2 palstavy.
V červnu 1897 vyšel v Národních listech tento inzerát, který plně vypovídá o počátcích této
firmy:
„Z Králové Hradce!
Potěšitelná a stále rostoucí přízeň ct. obecenstva a ct. zákazníků mých přiměla mne ku
rozšíření mého od roku 1868 stávajícího velkozávodu uzenářského. Zřídil jsem proto a otevřu
dne 1. července 1897 vedle „Hotelu Hutla“, blíže nádraží královéhradeckého úplně novou
továrnu na zboží uzenářské, opatřenou nejnovějšími moderními stroji, umělou chladírnou a
elektrickým osvětlením. Tím jest mi umožněno, obsloužiti ct. odběratele své zbožím co nejlépe
vyšetřeným a jakosti úplně bezvadné. Vyprošuji si, by dosud skoro po 30 roků mně v tak
vzácné a hojné míře udělená přízeň i na dále byla mi zachována, a sděluji uctivě, že konati se
bude výroba a zasílatelství objednávek přímo z továrny vedle „Hotelu Hutla“, kdežto v městě
samém v neztenčených rozměrech provozovati budu svůj velkozávod uzenářský na Velkém
náměstí ve vlastním domě, jakož i dosavadní filiálku v Pražské ulici a slibuji, že bude i nadále
úsilovnou snahou mojí, bych vzornou obsluhou a zbožím nejlepší jakosti kruh dosavadních ct.
odběratelů si nejen udržel, nýbrž i pokud možná ještě rozmnožil.
Doporučuji závod svůj další přízni ct. obecenstva a znamenám v dokonalé úctě
Jan Hutla, továrna na zboží uzenářské
V Král. Hradci, v červnu 1897.“
Svůj počátek však měl tento nový závod již v roce 1896, kdy uzenář Hutla koupil na
Pražském Předměstí Schlögelův hotel se 16 pokoji, 4 restauračními místnostmi, zahradou, verandou a stájemi pro koně (18. října ho převzal do nájmu Josef Kryll) a přistavěl
k němu továrnu, v níž se nacházely velké dílny, chladírny, písárna, výpravna a vlastní
porážka. Veškerými stroji pohyboval parní stroj o 50 koňských silách. Všechny místnosti byly
elektricky osvětleny. Chladicí stroje byly dle českého patentu pana Sedláčka. Celé strojové
zařízení dodala firma Märky, Bromovský a Schulz v Hradci Králové, elektrické zařízení
provedla firma Bartelmus a spol. v Brně. Počátkem následujícího roku prostřednictvím tisku
hledal do své dílny dílovedoucího a mladší krámskou (prodavačku). Do téhož roku spadá spor
s vinohradským uzenářem Chmelem. Jak probíhal, to můžeme zjistit z několika inzerátů, jež
byly zveřejněny v Národních listech. Nejprve si tedy přečtěme inzerát uzenáře Hutly, který
vyšel v Národních listech 8. srpna 1897:
„Pan Ant. Chmel na Král. Vinohradech.
K nemalému překvapení byl jsem tyto dny vyzván c. k. kraj. soudem prokázati se, jsem-li
oprávněn užívati názvu „První česká továrna“. Tento název uznán dle protokolované firmy za
úplně správný. Při tom shledáno, že oznámení učinil Vašim jménem p. dr. Scheiner, k čemuž
Jste ovšem neměli ani té nejmenší příčiny. Neboť jsem od r. 1884 protokolován „Výroba
uzenářského zboží“, kdež ten čas nebylo o Vás ani potuchy, jen p. D. Malý v Praze měl
současně se mnou plyn. motor, načež jsem r. 1890 rozšířil svoje dílny a taktéž většími stroji
opatřil a svoji firmu nechal protokolovati: „První česká továrna“ a dle toho se také přesně
řídím, kdežto Vy Jste byl letos v červnu s žádostí o užívání tohoto názvu c. k. kraj. soudem
odmrštěn! Jelikož Jste nemohl dokázati, že by jen Vaše továrna byla „první“ a teprve, když
Jste se obrátil s žádostí na c. k. vrchní zem. soud, bylo Vám teprve povoleno užívati „První“
česká továrna pro Kr. Vinohrady.
Zde Vám tedy dávám plný důkaz, že moje firma jest o celých 7 roků dříve protokolovaná, než
Vaše s tím samým názvem a přece mne nikdy ani nenapadlo otříti se o konkurenční firmu a
tím spíše ne o kollegu. Nepochodil Jste ani Vy, ani p. dr. Scheiner s Vaším kollegiálním (?)
oznámením a doufám, že Vám následky tohoto lhostejné nebudou.
Nedivím se tomu pranic. Vždyť Jste před časem inseroval, že zboží, jež prodává p. V. Chmel
ve Spálené ul., není z Vaší „první“ české továrny. Zde Jste se jevil již jako egoista, jenž se
bojí konkurence, ale mne Jste se nemusil pranic obávat a též ani já se Vaší konkurence nikdy
nelekám.
Myslím, že Vás, p. kollego, i p. dra. Scheinera nyní přejde choutka na podobné oznámení a že
budete se starati jen o své krámy a ne o cizí.
S úctou
Jan Hutla, první česká továrna na zboží uzenářské a vývoz šunek v Hradci Králové.“
Reakce uzenáře Chmela na sebe nedala dlouho čekat, protože vyšla o 3 dny později ve
stejném deníku:
„Panu Janu Hutlovi v Hradci Králové.
Uveřejnil Jste v některých listech na mne svědčící dopis, v němž tvrdíte, že Jste v r. 1890 svoji
firmu nechal protokolovati: „První česká továrna na zboží uzenářské“ a že tudíž tato firma
Vaše jest o celých 7 roků dříve protokolována než moje s tím samým názvem, z čehož
dovozujete, že podání mnou u c. k. krajského soudu v Hradci Králové dne 24. července 1897
učiněné bylo neoprávněno.
Na prohlášení to odpovídám Vám přímo výměrem slavného c. k. krajského soudu v Hradci
Králové ze dne 6. srpna 1897 č. 3698, který doslovně zní takto: K oznámení Vašemu ze dne
24. července 1897 č. 3698, že Jan Hutla v Hradci Králové používá firmy jemu nepříslušící,
dává se Vám věděti, že v době učiněného podání byl Jan Hutla protokolován v obchodním
rejstříku firem obchodníků jednotlivců toliko „Jan Hutla“, německy „Joh. Hutla“, že však týž
již dne 28. července 1897 pod čís. 3778 civ. Opověděl změnu dosavadní firmy své, kteráž bude
nyní zníti: „Jan Hutla, První česká továrna na zboží uzenářské a vývoz šunek v Hradci
Králové“ a v řeči německé: „Joh. Hutla, Erste böhmische Selchwaaren-Fabrik &
Schinkenexport in Königgrätz“. Opovědí tou, kteréž vyhověno bylo, stalo se oznámení Vaše
z většího dílu bezpředmětným, avšak vzdor tomu bylo p. Janu Hutlovi ve smyslu čl. 26. obch.
Zákona nařízeno, by při provozování obchodu používal výhradně znění firmy, kterouž k zápisu
do obchodního rejstříku byl opověděl, jinak by k zachování předpisu o používání firmy
pořadovými pokutami přidržán byl.
Z výměru toho jde, že Jste ne před 7 lety nýbrž teprve, když mně znění ono bylo povoleno, po
mém podání a následkem jeho o protokolování tohoto přídavku žádal, ač Jste ho dříve byl bez
dovolení všeobecně užíval. Ve věci této neměl jsem zájem svůj na zřeteli, neboť rozvoj a vzkvět
závodu mého na mém vlastním přičinění a jméně spočívá, - vždyť jsem po celých 18 let závod
svůj toliko pod firmou Antonín Chmel vedl a závod ten jen pod tím jménem jest znám, - šlo
mně pouze o to, abych chránil zájem českého uzenářství, aby po příkladu Vašem snad někteří
nepovolaní živlové názvu „první české továrny“ bez předcházejícího povolení neužívali a tím
dobré jméno českého vývozu uzenářského snad nepoškozovali.
Konečně konstatuji, že firma má zní „Antonín Chmel, První česká tovární výroba a vývoz
zboží uzenářského na Král. Vinohradech“, a ne jak vědomě nepravdivě tvrdíte pro Král.
Vinohrady. Na ostatní poznámky prohlášení Vašeho nebudu odpovídati, neboť za jednání své
toliko sobě zodpovídám.
V Král. Vinohradech, dne 10. srpna 1897.
Antonín Chmel.“
A nyní dejme prostor jeho oponentovi, který nechal 15. srpna 1897 v Národních listech
zveřejnit toto:
„Pan Ant. Chmel na Král. Vinohradech.
Svým „Zaslánem“ v „Nár. Listech“ ze dne 11. srpna a v „Nár. Politice“ ze dne 12. srpna t. r.
jenom Jste si uškodil. Podotýkáte v něm, že po celých 18 let závod svůj toliko pod firmou
„Antonín Chmel“ Jste vedl, což jest vědomá nepravda. Mám po ruce Vaši obchodní
korrespondenci z let 1895, 1896, 1897, ve které již tenkráte zcela neoprávněně Jste se honosil
nápisy tištěnými: „První česká továrna na zboží uzenářské, vývoz šunek pražských a zboží
masného“.
O tom nechť se laskavě páni interessenti a páni čtenáři, které to zajímá, přesvědčí v ins.
Kanceláři p. Jana Grégra v Jindřišské ul. 19., kde ku nahlédnutí vyloženy jsou dotyčné Vaše
dopisy, jichž Jste na kolik let před protokolováním nynější Vaší firmy nerušeně, ale jak
řečeno, zcela neoprávněně užíval. Tím jest nepravdivost Vašeho „Zaslána“ dokázána. Pro
neoprávněné užívání firmy mohlo tedy zajisté proti Vám býti beze všeho zakročeno, ale
neučinil tak nikdo, neboť kdo chtěl by se vrhnouti na udavačství?
Vy však neměl Jste na tom dosti, že Jste mně udal u slavného soudu jako obchodního senátu,
ale utekl Jste se se svým udavačstvím i ku slavnému c. k. okresnímu hejtmanství, s jakým pro
Vás žalostným výsledkem, je Vám známo.
Víte, co se mezi námi říká? Že udavačství jest nesolidné jednání. Konkurenci prováděti jest
dobře, ale má se prováděti konkurence zdravá.
Až posud se Vám to s Vašimi „židovskými agenty“ dařilo, ale dále to nepůjde, třeba Jste se
honosil i v Buda-Pešti firmou „CHMEL ANTAL“ a ne Antonín Chmel, to nás ostatní
dodavatele nezničí.
Pravíte, že Své jednání toliko sobě zodpovídáte. Mýlíte se; za Vaše udavačství se Vám od celé
veřejnosti dostalo již náležitého posouzení a každý sobě pomysli svoje mínění. Doufám, že
Vám již těchto pár řádků za dobro poslouží.
Jan Hutla, první česká továrna na zboží uzenářské a vývoz šunek v Hradci Králové.“
19. srpna 1897 vyšla v Národních listech odpověď uzenáře Chmela:
„Panu Janu Hutlovi v Hradci Králové.
Nemám zapotřebí touto cestou dělati reklamu závodu svému, jehož česť a chvalnou pověsť
nízké útoky Vaše nijak poškoditi nemohou. Proto nemíním se také zabývati dále Vašimi
nájezdy, jež Vás nejlépe charakterisují.
Domáhal-li jsem se přispění úřadův, učinil jsem tak z nutnosti obrany proti nesprávnému
jednání Vašemu, - Vy to ovšem po „svém“ způsobu nazýváte udavačstvím - a abych předešel
možným nepříjemnostem i nedorozuměním, jež vzejíti mohly z toho, že Jste zúmyslně počal
používati stejného označení firmy s firmou mojí.
Počínání si Vaše nasvědčuje jen, že jsem měl k tomu vážných a podstatných důvodů.
Pravda, užíval jsem již v roce 1895 onoho poznačení, „první česká tovární výroba a vývoz
zboží uzenářského“, neboť jsem již r. 1893 změnu tuto soudu opověděl; - že však soud
obchodní k provedení zápisu změny této dříve dobrozdání a doporučení obchodní komory
sobě vyžádal, kdežto opověď Vaše bez jakéhokoliv dokladu podobného c. k. krajským soudem
vyřízena byla, jest ovšem věcí pro mne záhadnou, jejíž vysvětlení zjednati sobě zachovávám.
Na ostatní osobní nájezdy dosavadní i příští, jež podnikáte neb podniknete, abyste odvrátil
pozornost od věci samé, když nemůžete vyvrátit skutečnosti mnou tvrzené, odpovídati nebudu,
jakož vůbec veřejnou polemiku s Vámi tímto končím.
Na Král. Vinohradech, 18. srpna 1897.
Antonín Chmel.“
A ještě jednou pan Hutla v Národních listech 26. srpna 1897:
„Pan Antonín Chmel na Kr. Vinohradech.
Uveřejnil Jste posledně, že Vám není zapotřebí „touto cestou“ dělati reklamu svému závodu.
Já toho teprve nemám zapotřebí, ale když proti mně útočíte zbraní tak neobvyklou a po soudě
mém nečestnou, udavačstvím, hájiti se musím, třeba by Vám to bylo velice nemilo. Vaším
závodem jsem se nezabýval, nýbrž Vaší vzácnou osobností, Váš závod za nic nemůže, ale Vaše
osobnost chce se vynášet nad všecky ostatní a nechce vedle sebe strpěti zdravou konkurenci.
Proto chytáte se nízkého udavačství a nešetříte při tom ani živnosti vlastního svého bratra,
pana V. Chmela, jak jsem Vám to již v prvním svém inserátu pověděl. Vyjel Jste si na mně a
na můj tovární závod, který Jste chtěl svým udavačstvím přivésti k pohanění, velice kurážně,
ale nyní musil Jste se dáti na ústup a, ač skrytě, předce jen musil Jste doznati, že od r. 1893 až
do letoška Jste zcela neoprávněně užíval nesprávné firmy.
Pravíte „Pravda, že již v r. 1895 užíval jsem k označení „První česká tovární výroba a vývoz
zboží uzenářského“, neboť jsem již v r. 1893 změnu tuto soudu opověděl, že však soud
obchodní ku provedení zápisu změny této dříve dobrozdání a doporučení obchodní komory
sobě vyžádal“.
Tu vědomě a zúmyslně mluvíte nepravdu, aby veřejnost byla klamána.
Žádal Jste sice dne 10. listopadu 1893 u obchodního soudu, aby do obchodního rejstříku
zapsána byla změněná Vaše firma „Antonín Chmel, první česká továrna na zboží uzenářské a
vývoz pražských šunek a zboží masného“ (tedy bez dodatku „na Král. Vinohradech“), ale
žádost ta byla výměrem ze dne 13. prosince 1893 čís. 66447 zamítnuta a zamítnutím tímto Jste
se spokojil, nepodal Jste rekurs a po celá tři léta zcela neoprávněně užíval Jste nesprávného
označení svého závodu a nic Jste se o to nestaral, že nemáte k tomu povolení.
Teprve dne 10. října m. r. žádal Jste pod č. 67.053 za zápis zase jiné, nynější Vaší firmy
„Antonín Chmel, první česká tovární výroba a vývoz zboží uzenářského na Král.
Vinohradech.“ Byl jste již skromnější. Kdežto dříve chtěl Jste býti první českou továrnou na
zboží uzenářské vůbec, tedy v celých Čechách, uskrovnil Jste se, vida toho nezbytí, na Král.
Vinohrady. Mluvíte také nepravdu, tvrdíte-li, že soud ku provedení zápisu změny té dříve
dobrozdání a doporučení obchodní komory si vyžádal. Soud Vám vrátil žádost, abyste připojil
výkaz, že nově zvolené znění firmy odpovídá skutečným poměrům a Vy pak opatřil Jste si
vysvědčení obchodní komory, že Jste byl na Král. Vinohradech první, který výrobu
uzenářského zboží po továrnicku provozoval. Přes to obchodní soud výměrem ze dne 25.
února t. r. č. 12162 žádost Vaší zamítl a teprve vrchní soud jí vyhověl.
Otírate-li se ve Svém inserátu i o zdejší krajský soud, jest to jen dokladem slepé Vaší jízlivosti,
která žádných mezí nezná.
Kdo porovná pak znění firmy mé s firmou Vaší, sezná, že vědomou nepravdu hlásáte, tvrdíteli,
že znění obou firem je stejné a že jen okolnost ta zavdala Vám podnět k zakročení proti
osobě mé, jehož výsledek je pro Vás tak žalostný a jejž Vy nazýváte „domáháním se přispění
úřadů“, já však „udavačstvím“.
Popřejete-li mně i ostatním do budoucna, abychom klidně mohli vedle Vás žíti, my Vás
v ničem rušiti nebudeme. Ostouzeti se však nedáme a jsouce napadeni hájiti se dovedeme.
Jan Hutla, První česká továrna na zboží uzenářské a vývoz šunek v Hradci Králové.“
Hutlovo podnikání mělo velký úspěch a sám majitel získával věhlas i mimo hranice města, což dokládá také to, že na jednání o zavedení či zvýšení rakousko-uherských cel z potravin v roce 1900 byl pozván jako jeden ze zástupců všech živností Království českého. Zvyšující se konkurenční prostředí však postupně přinášelo různé zádrhely, takže nedostatek financí musel řešit dobrovolnou dražbou, jejíž konání bylo schváleno usnesením královéhradeckého okresního soudu z 18. června 1902. Do ní se dostal dvoupatrový právovarečný dům čp. 137 a dvoupatrový dům čp. 244 se stavební parcelou v Komenského třídě.
6. srpna 1902 vznikl nad chladírnou oheň, který zachvátil jatky a pak zbytek továrny a obytné
stavení, nad nimiž zničil krov. Dopoledne byl sice uhašen, ale již odpoledne se znovu rozhořel v chladírnách, jež mu padly za oběť. V noci na 7. srpna se oheň rozšířil. Prohořely
stropy obytné budovy a uchované dosud stáje lehly popelem.
Vyhořelou Hutlovu továrnu i s hotelem koupil ve veřejné dražbě František Holub z Josefova,
a to za 115 500 K. Takto zaniklo Hutlovo velkouzenářství.
Na závěr je třeba ještě zmínit, že jeho závod obdržel i řadu ocenění, z nichž jmenujme zlatou medaili a čestný kříž z výstavy
potravin a poživatin v Ženevě (1893) a čestný diplom výstavní s právem ražení zlaté medaile
s korunou z hospodářské, průmyslové a národopisné výstavy v Hradci Králové (1894).